# Kyprische Schrift

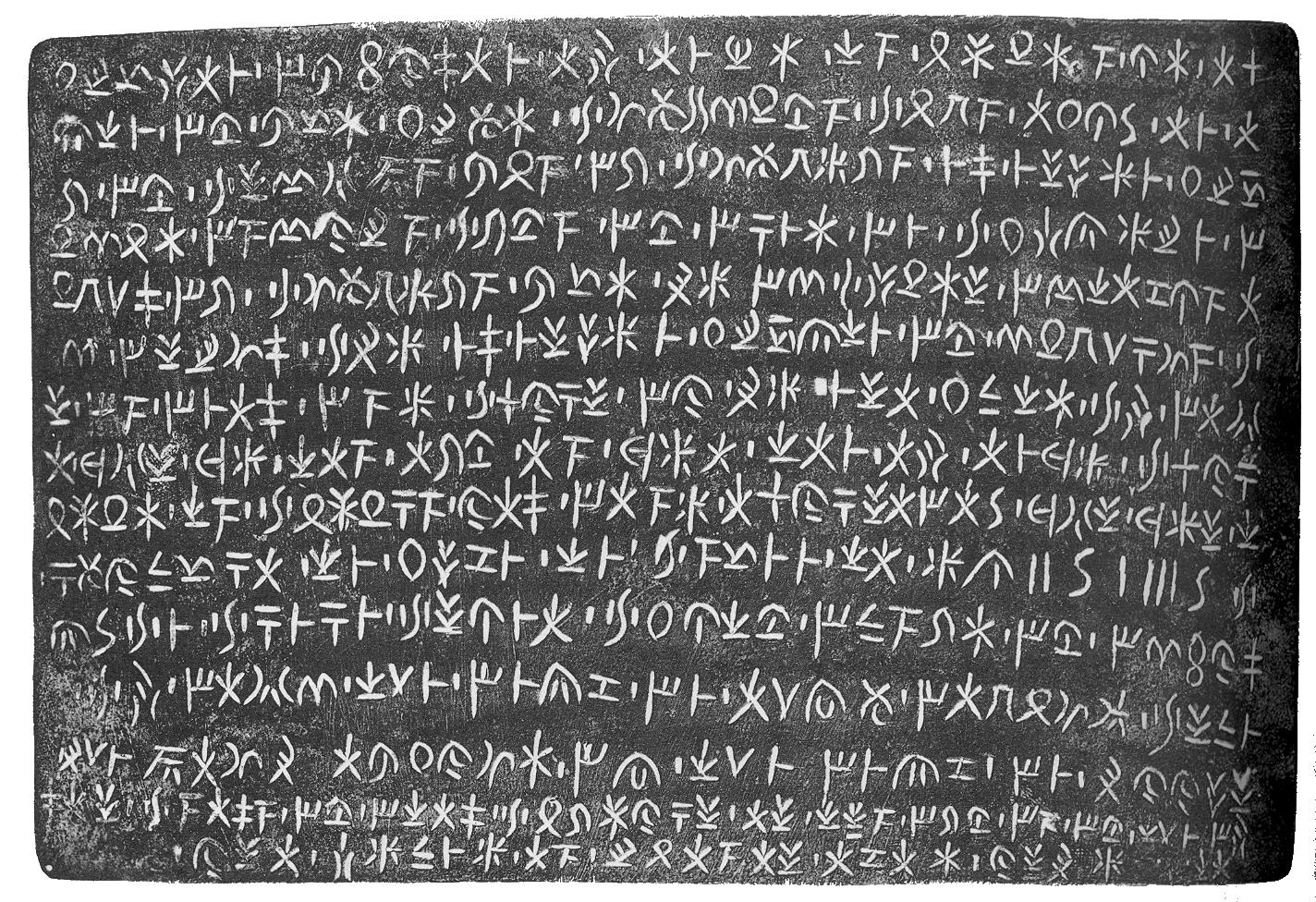
Bronzetafel aus Idalion

Die klassische kyprische Schrift ist eine Silbenschrift, die vom 11. bis zum 3. Jahrhundert v. Chr. auf Zypern für den kyprischen Dialekt – Teil der arkadisch-kyprischen Dialektgruppe des Altgriechischen – und für die einheimische eteokyprische Sprache in Gebrauch war.
Die klassische kyprische Schrift wurde meist von rechts nach links geschrieben, es gibt aber auch einige Inschriften, die von links nach rechts geschrieben wurden. Sie wurde bereits im 19. Jahrhundert durch George Smith entziffert.
Die klassische kyprische Schrift geht auf die kypro-minoische Schrift oder altkyprische Linear-Schrift zurück, die der Linearschrift A Kretas sehr ähnlich ist und vermutlich im 15. Jahrhundert v. Chr. durch Kontakte mit Kreta, eventuell auch mit den mykenischen Griechen auf die Insel kam.
Die Schrift ist in Unicode im Block Kyprische Schrift enthalten und ist somit für den Gebrauch auf Computersystemen standardisiert.

## Zeichen der kyprischen Schrift
|     | -a | -e | -i | -o | -u |
| --- | -- | -- | -- | -- | -- |
|     | 𐠀  | 𐠁  | 𐠂  | 𐠃  | 𐠄  |
| w-  | 𐠲  | 𐠳  | 𐠴  | 𐠵  |    |
| z-  | 𐠼  |    |    | 𐠿  |    |
| j-  | 𐠅  |    |    | 𐠈  |    |
| k-  | 𐠊  | 𐠋  | 𐠌  | 𐠍  | 𐠎  |
| l-  | 𐠏  | 𐠐  | 𐠑  | 𐠒  | 𐠓  |
| m-  | 𐠔  | 𐠕  | 𐠖  | 𐠗  | 𐠘  |
| n-  | 𐠙  | 𐠚  | 𐠛  | 𐠜  | 𐠝  |
| ks- | 𐠷  | 𐠸  |    |    |    |
| p-  | 𐠞  | 𐠟  | 𐠠  | 𐠡  | 𐠢  |
| r-  | 𐠣  | 𐠤  | 𐠥  | 𐠦  | 𐠧  |
| s-  | 𐠨  | 𐠩  | 𐠪  | 𐠫  | 𐠬  |
| t-  | 𐠭  | 𐠮  | 𐠯  | 𐠰  | 𐠱  |